# 威廉斯維爾 (紐約州)
威廉斯維爾（英語：Williamsville）是位於美國紐約州伊利縣的村。

## 人口
根據2020年美國人口普查的數據，威廉斯維爾的面積為3.28平方千米，當中陸地面積為3.26平方千米，而水域面積為0.02平方千米。當地共有人口5423人，而人口密度為每平方千米1,653人。